# Arnoud van Toor
Arnoud van Toor (Bussum, 27 januari 1983) is een  Nederlands voormalig profvoetballer.
Hij begon met voetballen bij Huizen in de jeugd en speelde van 2003 tot en met 2011 in het betaalde voetbal in de Eerste Divisie. Hij maakte zijn debuut in het betaalde voetbal op 17 augustus 2003 tegen FC Den Bosch. In 2011 kwam zijn profloopbaan ten einde en ging hij spelen voor IJsselmeervogels in de topklasse van de amateurs waar hij zijn voetbalcarrière in de zomer van 2014 zal afsluiten.

## Clubstatistieken
| Seizoen | Club            | Duels | Goals | Competitie     |
| ------- | --------------- | ----- | ----- | -------------- |
| 2003/04 | Haarlem         | 33    | 2     | Eerste Divisie |
| 2004/05 | Haarlem         | 35    | 4     | Eerste Divisie |
| 2005/06 | Haarlem         | 35    | 2     | Eerste Divisie |
| 2006/07 | Haarlem         | 35    | 2     | Eerste Divisie |
| 2007/08 | FC Omniworld    | 34    | 6     | Eerste Divisie |
| 2008/09 | FC Omniworld    | 35    | 1     | Eerste Divisie |
| 2009/10 | AGOVV Apeldoorn | 23    | 1     | Eerste Divisie |
| 2010/11 | AGOVV Apeldoorn | 23    | 0     | Eerste Divisie |
| Totaal  |                 | 306   | 24    |                |